# Taranta Power
Taranta Power è il movimento musicale e culturale creato dal cantautore italiano Eugenio Bennato nel 1998.

## Obiettivo e descrizione
L'obiettivo di Bennato con Taranta Power è di promuovere la Taranta attraverso attività musicali, cinematografiche e teatrali. Per diffondere il movimento inizia ad andare in tour in Italia e all'estero riscuotendo consensi di critica e pubblico, crea scuole e promuove giovani artisti.
Il nome del progetto intende riallacciarsi alla taranta rituale, ma rifuggendo dal richiamo alla raffigurazione stereotipa e banale della “tarantella” così come spesso percepita dal grande pubblico. L'artista napoletano considera il mito della Taranta un portato culturale della storia italiana e un mezzo creativo che mette in relazione persone di diversa estrazione, di generazioni differenti e di varie provenienze, accomunate dagli stimoli forniti dalla danza tradizionale. Taranta Power vuole fra l'altro essere un canale attraverso cui un'immagine dinamica della tradizione musicale italiana sia diffusa all'estero, collaborando così all'inizio del terzo millennio alla contaminazione con altre culture musicali senza per questo disconoscere le radici da cui deriva.

## Concerti
Già dal 1997 inizia la diffusione di questo nuovo tipo di musica attraverso raduni in tutta Italia: Napoli (1997, 2001, 2003) (dicembre 1997), Milano (aprile 1998 e maggio 2007), Lecce (ottobre 1998), il tour di Firenze, Milano, Padova, Bologna e Roma (febbraio 2000), a Caulonia in Calabria; e all'estero: Ragusa di Dalmazia (2000), Egitto, Tunisia, Marocco, Algeria, Albania, Spagna nel Tour Meditarreaneo del 2002, in Libano nel 2004 e a Norimberga e Brugges.

## Scuole
Vengono create delle scuole per l'insegnamento di questa musica, per il recupero delle tecniche strumentali e di ballo tradizionali a Bologna (Italia), Melbourne (Australia) e El Jem (Tunisia).

## Gli album
Nel 1999 Eugenio Bennato commercializza l'album omonimo Taranta Power, caratterizzato da sonorità tipicamente mediterranee.
L'artista Marcello Vitale pubblica nel 2003 l'album Chitarra battente, una raccolta di brani solistici per chitarra.
Di rilievo anche gli album Tribù Puglia (2002) e Tribù Sud (2003).
Bennato continua il movimento Taranta Power pubblicando ad aprile 2007 il suo nuovo album Sponda Sud e successivamente a Febbraio 2008 l'album Grande sud. Nel 2015 Taranta Power lancia un nuovo progetto con l'album RENANERA, a nome dell'omonima band lucana.

## Principali artisti
- Eugenio Bennato (Italia)
- Erasmo Petringa (Italia)
- Marcello Vitale (Italia)
- Fathy Salama (Tunisia)
- Antonio Infantino (Italia)
- Katia Guerreiro (Portogallo)
- Bonga (Angola)
- Theofilo Chantre (Capo Verde)
- Ciccio Merolla (Italia)
- Taran-Khan (Italia)
- Ba Cissoko (Guinea)
- Elena Frolova (Russia)
- Mimmo Cavallaro (Calabria - Italia)
- ZonaBriganti (Calabria - Italia)
- Foly (Burkina Faso)
- Asmari House (Etiopia)
- Cantori di Carpino (Puglia - Italia)
- Hasna El Becharia (Algeria)
- Lingatere (Puglia - Italia)
- Sonia Totaro (Puglia - Italia)
- Benedetta Lusito (Puglia - Italia)
- Francesca Del Duca (Italia)
- Francesco Loccisano (Calabria - Italia)
- Mujura (Calabria - Italia)
- Scialaruga (Calabria - Italia)
- Renanera (Basilicata - Italia)